# Aino Sellermark
Aino Nora Annikki Sellermark Gedda, ogift Karlbom, född 11 juli 1927 i Hjo stadsförsamling i dåvarande Skaraborgs län, död 13 februari 2019, var en svensk journalist och författare.
Aino Sellermark har arbetat som journalist och har haft en rad följetonger publicerade i svensk veckopress. Hon har gett ut böckerna Var är du, min älskade? och Mannekäng i Rom (båda 1971), En längre sommar i mitt liv och Du kom till mitt bröllop (båda 1972) samt Lillemor på Lyckåker (1974). Tillsammans med operasångaren Nicolai Gedda gav hon ut boken Gåvan är inte gratis (1977)  där Gedda berättar om sitt liv. Utöver dessa har hon gett ut en handfull böcker under pseudonymen Anna Maria Bergman.
Åren 1951–1997 var hon gift med journalisten Arne Sellermark (1924–2001). Från 1997 var hon gift med Nicolai Gedda till dennes död 2017. Paret var bosatt i Schweiz.